# Bundesstraße 224
Pour les articles homonymes, voir Route 224.
La Bundesstraße 224 (abrégé en B 224) est une Bundesstraße reliant Raesfeld à Solingen.

## Localités traversées
- Raesfeld
- Dorsten
- Essen
- Velbert
- Wuppertal
- Solingen

## Ausbauzustand
| Abschnitt                                                   | Voies | Marquage au sol | Bemerkung                      |
| ----------------------------------------------------------- | ----- | --------------- | ------------------------------ |
| Raesfeld − L 509 Dorsten                                    | 2     | nein            |                                |
| L 509 Dorsten − Dorsten                                     | 4     | ja              |                                |
| Dorsten − Gelsenkirchen-Hassel                              | 2     | nein            |                                |
| Gelsenkirchen-Hassel − Stadtgrenze Gelsenkirchen / Gladbeck | 4     | ja              | zur Autobahn A 52 hochgestuft  |
| Stadtgrenze Gelsenkirchen / Gladbeck − Essen / Gladbeck     | 4     | nein            | autobahnähnlich                |
| Essen / Gladbeck − Essen-Nord                               | 4     | ja              | autobahnähnlich                |
| Essen-Nord − Schonnefeldstraße Essen                        | 4     | nein            |                                |
| Schonnefeldstraße Essen − Essen                             | 4     | ja              |                                |
| Essen − Essen                                               | 4     | nein            |                                |
| Essen − L 415 Essen                                         | 4     | ja              |                                |
| L 415 Essen − Krawehlstraße Essen                           | 4     | nein            |                                |
| Krawehlstraße Essen − Essen-Werden                          | 4     | ja              |                                |
| Essen-Werden − Velbert                                      | 2     | nein            |                                |
| Velbert-Nord − Wuppertal-Vohwinkel                          | 4     | ja              | zur Autobahn A 535 hochgestuft |
| Wuppertal-Vohwinkel − Wernerstraße Solingen                 | 2     | nein            |                                |
| Wernerstraße Solingen − Solingen                            | 4     | ja              |                                |